# Йонас Рекерманн
Йонас Рекерманн  (нім. Jonas Reckermann, 26 травня 1979) — німецький пляжний волейболіст, олімпійський чемпіон.

## Виступи на Олімпіадах
| Олімпіада   | Дисципліна       | Місце |
| ----------- | ---------------- | ----- |
| Афіни 2004  | пляжний волейбол | =9    |
| Лондон 2012 | пляжний волейбол | 1     |